# Geranium petri-davisii
Geranium petri-davisii là một loài thực vật có hoa trong họ Mỏ hạc. Loài này được Aedo mô tả khoa học đầu tiên năm 1994.